# Sonic Lost World
Sonic Lost World (яп. ソニック ロストワールド Соникку Росуто Ва:рудо, с англ. — «Соник: Затерянный мир») — видеоигра серии Sonic the Hedgehog в жанре платформер с элементами action-adventure, разработанная студиями Sonic Team и Dimps для игровых приставок Wii U и Nintendo 3DS. Игра была издана компаниями Sega и Nintendo в октябре 2013 года.
Действие игры происходит на острове Затерянный Хекс. Главный герой игры, ёж Соник собирается остановить группу существ под названием Смертельная Шестёрка, которая хочет высосать всю энергию своей планеты и с её помощью установить власть над миром. Помогают ежу его лучший друг лисёнок Тейлз,  а также главный враг, доктор Эггман. Игровой процесс аналогичен предыдущим играм серии: Сонику нужно пройти уровень, собирая по пути кольца и уничтожая врагов на своём пути. Отличительной чертой Sonic Lost World является система паркура, которая позволяет персонажу прыгать по стенам. Из Sonic Colors вернулись инопланетные существа виспы, расширяющие способности Соника.
Разработка Sonic Lost World началась первоначально для PC-совместимых компьютеров в 2011 году, но после анонса Wii U все наработки перенесли на консоль фирмы Nintendo. Тем не менее 2 ноября 2015 года игра вышла на Windows и стала доступна в сервисе цифровой дистрибуции Steam. После выхода игра получила смешанные отзывы от критиков из-за большой схожести с Super Mario Galaxy.

## Игровой процесс
Sonic Lost World представляет собой платформер, единственным игровым персонажем которого является ёж Соник. Основы игрового процесса аналогичны предыдущим играм серии Sonic the Hedgehog: Соник должен достичь конца уровня, по пути собирая кольца и уничтожая противников — роботов доктора Эггмана. Если игрок будет атакован врагом, он потеряет все свои собранные кольца, а если в этот момент у персонажа не было колец, то игрок теряет «жизнь» и начинает игру с последней контрольной точки.
Всего в игре семь игровых зон («Windy Hill», «Desert Ruins», «Tropical Coast», «Frozen Factory», «Silent Forest», «Sky Road» и «Lava Mountain»), которые в свою очередь делятся на акты, но в отличие от большинства других игр серии, акты одной и той же зоны существенно различаются между собой по стилю и геймплею. Они варьируются от сайд-скроллерных двухмерных этапов до линейных трёхмерных уровней и сферических миров с изменяющейся перспективой. Для Sonic Lost World была создана новая система управления, которая позволяет контролировать скорость Соника: при нажатии одной из клавиш он ускоряется, а после использования дополнительной кнопки сворачивается в клубок, и в таком состоянии катится вперёд на самой высокой скорости. Одной из геймплейных особенностей является система паркура, которая позволяет Сонику взбираться и бегать по стенам. Как и в Sonic Colors, персонаж может использовать различные цветовые силы (англ. Color Powers), приобретаемые с помощью инопланетных существ виспов. В каждой из версий игры имеются эксклюзивные виды виспов. С помощью специальных пушек игрок может достигнуть альтернативных путей, а спасая друзей-животных и собирая красные звёздные кольца, можно будет разблокировать дополнительный контент и Супер Соника.
Версии игры для Wii U и Nintendo 3DS отличаются между собой. Sonic Lost World для Wii U можно проходить, используя только экран геймпада консоли. В данной версии также добавлен дополнительный уровень «Hidden World» присутствует режим «Support», где игрок с Wii Remote и Nunchuk, управляет радиоуправляемым планшетом Тейлза, уничтожающим врагов и препятствия, и может помогать второму игроку, играющему за Соника с геймпада. Издание для Nintendo 3DS стало первой портативной игрой серии с полностью трёхмерными уровнями. Оно также включает в себя особый уровень — «Special Stages», где Сонику необходимо за определённый промежуток времени собрать сферы; за успешное прохождение этапов игрок получает Изумруд Хаоса. Помимо этого, в игре присутствует локальный и онлайн-мультиплеер, а также режим «Time Attack», в котором предлагается прохождение уровней за минимальное время.

## Сюжет
Преследуя своего заклятого врага доктора Эггмана, ёж Соник попадает на таинственный парящий остров, под названием Затерянный Хекс (англ. Lost Hex). Там он встречает группу существ, известных как Смертельная Шестёрка (англ. Deadly Six), и состоит из Завока, Зазза, Зины, Мастера Зика, Зомома и Зора. Эггман долгое время управлял командой с помощью магической ракушки, которая издаёт неприятный для них звук. Он пытается высосать всю энергию из Затерянного Мира и с её помощью править своим миром. Однако, Соник выбивает из рук Эггмана ракушку, которая смиряла Смертельную Шестерку, и враги восстают против Эггмана и захватывают его роботов. Сонику, Тейлзу и доктору приходится объединить силы и попытаться остановить противников.
Враги тем временем мстят героям, высасывая энергию из их мира, и сообщают Сонику и Тейлзу о своих успехах. Оба персонажа приходят к мысли отключить высасывающее устройство. Но Тейлз замечает, что Соник стал больше доверять Эггману, нежели ему, потому что злой учёный знает, как отключить машину. Тем временем, Эми и Наклз поторапливают героев, так как мир может скоро исчезнуть без энергии. Враги смогли остановить Соника, заманив Тейлза в ловушку-телепортатор, и ёжик признаёт свои ошибки по отношению к своему лучшему другу и бежит спасать его. Шестёрка решает превратить Тейлза в робота, но тот ловко избегает трансформации, перепрограммировав машину зубочисткой, которую Зомом оставил в недоеденном бутерброде. Добравшись до Горы Лавы, Эггман и Соник чуть не падают с моста из-за камней, которые кидают Зазз, Зомом и Мастер Зик. Доктор, спасая ежа, сам падает в лаву. Оставшись совсем один, Соник побеждает Шестёрку противников, а также встречает Тейлза, который практически не пострадал. Оба персонажа добираются до высасывающей машины, но она отключена Эггманом, который остался жив благодаря реактивному ранцу и использовал высосанную энергию, чтобы построить робота для уничтожения Соника. В итоге Соник побеждает Эггмана, и в конце Тейлз возвращает миру его энергию.

## Разработка и выход игры
| Системные требования    | Системные требования                                       | Системные требования                             |
| ----------------------- | ---------------------------------------------------------- | ------------------------------------------------ |
|                         | Минимальные                                                | Рекомендуемые                                    |
| Windows                 |                                                            |                                                  |
| ОС                      | Windows 7/8/10                                             | Windows 7                                        |
| ЦПУ                     | Intel Pentium Dual-Core T4200 (2×2 ГГц) или AMD-эквивалент | Intel Core i5 2.6 ГГц или AMD Phenom II X4 3 ГГц |
| Объём ОЗУ               | 2 ГБ или больше                                            | 2 ГБ или больше                                  |
| Место на диске          | 8 ГБ                                                       | 8 ГБ                                             |
| Информационный носитель | цифровая дистрибуция (Steam)                               | цифровая дистрибуция (Steam)                     |
| Видеокарта              | NVIDIA GeForce 8800 или ATI Radeon HD 2900                 | NVIDIA GeForce GTX 460 или ATI Radeon HD 5850    |
| Звуковая плата          | аудиокарта, совместимая с DirectX 9.0c                     | аудиокарта, совместимая с DirectX 9.0c           |

Первые идеи, связанные с разработкой будущей игры, возникли после выхода Sonic Colors в 2010 году, однако полноценная работа началась во время разработки Sonic Generations. Первоначально Sonic Team разрабатывало игру для PC, однако после анонса Wii U все наработки были перенесены на эту консоль. По словам продюсера Такаси Иидзуки, смена платформы была связана с новым геймпад-планшетом, который мог бы разнообразить игровой процесс. В создании портативной версии игры принимала участие компания Dimps, ранее уже работавшая над предыдущими играми серии Sonic the Hedgehog. Руководителями проекта стали Морио Кисимото и Такао Хирабаяси, до этого задействованные в проектах Sonic Storybook и Sonic Colors.
Sonic Team и Dimps применили иной подход к созданию новой игры. В отличие от проектов Sonic Unleashed, Sonic Colors и Sonic Generations, в Sonic Lost World разработчики решили отказаться от скоростного геймплея в пользу традиционного платформера. Игрокам дали возможность управлять скоростью Соника, а для сохранения ощущения скорости команда «обучила» главного персонажа системе паркура. С целью привнести в проект много новшеств, дизайнеры решили упростить задние фоны уровней, чтобы они не были достаточно перегружены и ускорили разработку. Под влиянием книги «Джек и бобовый стебель», команда создала локации, выполненные в виде скрученной трубы. По словам менеджера американского подразделения Sega Аарона Уэббера, немаловажную роль в создании игры сыграл отменённый Sonic X-treme. Однако Такаси Иидзука оспорил это заявление, заявив, что команда разработчиков не была знакома с данным проектом, но признал сходство Sonic Lost World с Super Mario Galaxy.
Главным игровым персонажем игры остаётся ёж Соник, но в мини-игре «Circus» есть возможность поиграть за лиса Тейлза и роботов Кубота и Орбота. На вопрос журналиста, почему в последних играх серии можно играть только за Соника, Иидзука ответил, что команда хочет таким способом подчеркнуть главую роль синего ежа в сюжетных линиях. Кроме того, продюсер также остался довольным ролью виспов из Sonic Colors и продолжил их использовать в Sonic Lost World. Образы для создания Смертельной Шестёрки художники брали со старых рисунков огров, а их дизайн был выполнен с целью продемонстрировать особенности характера того или иного злодея.
Программисты создавали игру с высокой, примерно до 60 частотой кадров в секунду. При разработке портативной версии дизайнеры решили полностью перевести игру на трёхмерную графику, но испытывали небольшие трудности в связи с аппаратными ограничениями. В версии Sonic Lost World для Wii U тачпад и гироскоп геймпада применяется для использования виспов, которые могут расширить способности Соника. В обоих изданиях имеется поддержка мультиплеера и игры по сети.

### Маркетинг и релиз
Первая информация об игре появилась 13 мая 2013 года, когда европейское подразделение Sega создало домен soniclostworlds.com, а через день подало заявку на торговую марку Sonic Lost World. Под этим названием игра была анонсирована 17 мая на онлайн-презентации Nintendo Direct, главой компании Nintendo Сатору Иватой. Там же была показана иллюстрация, изображающая мир, в котором будут происходить события игры. В соответствии с соглашением, заключённом между компаниями Sega и Nintendo, Sonic Lost World стала одной из трёх игр серии Sonic the Hedgehog, которые должны будут выпущены эксклюзивно на консоли от Nintendo. 23 мая Sega опубликовала изображение с силуэтами шести персонажей, которые появятся в Sonic Lost World, указав, что новые подробности об игре будут раскрыты 29 мая. Дебютный трейлер игры был показан 28 мая, за день до назначенной даты.
Sonic Lost World демонстрировалась на выставке Electronic Entertainment Expo 2013, проводившейся с 11 по 13 июня в Лос-Анджелесе. 23 июня игра была показана в парке развлечений Joypolis в Токио, на мероприятии посвящённом дню рождения Соника. Sonic Lost World также была показана на таких мероприятиях, выставках и фестивалях как San Diego Comic-Con (18—21 июля, Сан-Диего), Summer of Sonic (3 августа, Лондон), Sonic Boom (10 августа, Сент-Луис), Gamescom (21—25 августа, Кёльн), Penny Arcade Expo (30 августа — 2 сентября, Сиэтл), Tokyo Game Show (19—22 сентября, Тиба), Eurogamer Expo (26—29 сентября, Лондон) и «ИгроМир» (3—6 октября, Москва). На мероприятии Halloween ComicFest 2013 (аналоге Дня бесплатных комиксов, проводящемся на Хэллоуин) издательством Archie Comics бесплатно распространялась комикс-адаптация Sonic Lost World. Позже данная история была переопубликована в выпуске № 9 журнала Sonic Super Special. Демонстрационные версии обоих изданий игры были выпущены 9 октября 2013 года в Японии на сервисе цифровой дистрибуции Nintendo eShop. На территориях Северной Америки и Европы демоверсии стали доступны с 14 и 21 ноября соответственно.

### Дополнительный контент, специальные издания и предзаказы
Выход Sonic Lost World в Европе состоялся 18 октября 2013 года, а в Японии — 24 октября. Релиз игры в Северной Америке изначально был намечен на 22 октября, но по неизвестным причинам его перенесли на 29 октября. Обе версии игры распространялись как на физических носителях, так и в цифровом виде посредством Nintendo eShop. Кроме обычной версии для Wii U, также было доступно специальное издание, в Европе известное как Deadly Six Edition, и в США как Deadly Six Bonus Edition. Оно добавляло в игру дополнительный уровень и боссов из Nights into Dreams…. Предзаказавшие специальное издание в магазинах ShopTo, GameStop или Amazon.com, вместе с игрой получали код на загрузку бонусного контента, содержимое которого зависело от розничной сети, в которой была совершена покупка. Это могли быть редкие радиоуправляемые устройства в виде робота Омочао, 25 дополнительных «жизней» или пять чёрных цветовых сил, в обычной игре доступных только в Miiverse. Контент специального издания (дополнительный уровень и чёрные цветовые силы) также можно было приобрести в европейском Nintendo eShop с 18 по 27 октября включительно.
Покупатели, предзаказавшие игру в Японии, в качестве бонуса могли получить сумку и кружку. В дополнение, вместе с игрой они могли купить один из двух комплектов аксессуаров: первый включал в себя наушники, второй — защитный чехол и сумку для хранения Nintendo 3DS LL, а также компакт-диск с саундтреком игры.
10 декабря 2013 года для Wii U-версии Sonic Lost World был выпущен бесплатный патч, добавляющий в игру ряд улучшений и изменений, среди которых получение дополнительной жизни в случае сбора 100 колец и возможность управления цветовыми силами посредством аналогового стика и кнопок.
18 декабря Nintendo анонсировала два загружаемых дополнения для Wii U-издания Sonic Lost World. Первое дополнение, включающее в себя уровень по мотивам игры Yoshi’s New Island, стало доступно в день анонса. Второе дополнение, содержащее уровень на основе серии игр The Legend of Zelda было выпущено 27 марта 2014 года. Оба дополнения распространялись бесплатно.
6 октября 2015 года игровым изданиям и сайтам стало известно, что Sonic Lost World будет доступен на Windows 2 ноября того же года. Проект будет распространяться через сервис цифровой дистрибуции Steam. В этой версии будет присутствовать загружаемый контент под названием «Nightmare», поддержка геймпадов, система достижений и возможность «облачных» сохранений. Пользователи, купившие Sonic Lost World заранее, бесплатно получили копию автосимулятора Sonic & All-Stars Racing Transformed.

## Музыка
В создании музыкального сопровождения Sonic Lost World принимали участие более 70 музыкантов. Ведущим композитором игры выступил Томоя Отани, кроме него над написанием музыки работали Такахито Эгути и Наофуми Хатая. Композиции были созданы в таких жанрах как джаз, синти-поп и танго.
25 сентября 2013 года, за месяц до выхода игры, в японском отделении iTunes Store стал доступен для покупки мини-альбом Sonic Lost World: Wonder World EP, включающий в себя два трека из Sonic Lost World: титульную тему игры и музыку первой зоны «Windy Hill». Музыкальный альбом с оригинальной музыкой из игры под названием Sonic Lost World Original Soundtrack: Without Boundaries был выпущен в Японии 27 ноября 2013 года лейблом Wave Master. Он включал в себя 93 трека, разделённых на три компакт-диска. Саундтрек также был переиздан в цифровом виде в онлайн-магазинах Amazon MP3 и iTunes Store 27 ноября в Японии и 2 декабря в остальном мире. Помимо основных альбомов, треки «Windy Hill — Zone 1» и «The Deadly Six Theme» были включены в саундтрек 2016 года Sonic the Hedgehog 25th Anniversary Selection, выпуск которого был приурочен к 25-летию серии Sonic the Hedgehog.
| №                   | Название                                      | Музыка                      | Длительность |
| ------------------- | --------------------------------------------- | --------------------------- | ------------ |
| 1.                  | «Wonder World — Title Theme»                  | Томоя Отани, Такахито Эгути | 2:59         |
| 2.                  | «Cutscene — Opening»                          | Такахито Эгути              | 1:23         |
| 3.                  | «Windy Hill — Zone 1»                         | Томоя Отани, Такахито Эгути | 3:49         |
| 4.                  | «Cutscene — Eggman & The Deadly Six»          | Такахито Эгути              | 0:50         |
| 5.                  | «Windy Hill — Zone 2»                         | Томоя Отани, Такахито Эгути | 2:09         |
| 6.                  | «Color Power — Indigo Asteroid»               | Томоя Отани                 | 0:42         |
| 7.                  | «Careening Cavern»                            | Томоя Отани                 | 3:27         |
| 8.                  | «Color Power — Cyan Laser»                    | Томоя Отани                 | 0:18         |
| 9.                  | «Cutscene — Face-off With Zazz»               | Такахито Эгути              | 1:08         |
| 10.                 | «The Deadly Six Theme»                        | Томоя Отани, Такахито Эгути | 2:25         |
| 11.                 | «Cutscene — The Cacophonic Conch»             | Такахито Эгути              | 0:34         |
| 12.                 | «Desert Ruins — Zone 1»                       | Томоя Отани                 | 3:25         |
| 13.                 | «Color Power — Crimson Eagle»                 | Томоя Отани                 | 1:03         |
| 14.                 | «Cutscene — Calling in the Heavy Hitter»      | Такахито Эгути              | 0:33         |
| 15.                 | «Honeycomb Highway»                           | Томоя Отани                 | 3:03         |
| 16.                 | «Sugar Lane»                                  | Наофуми Хатая               | 3:41         |
| 17.                 | «Cutscene — Zomom’s Take-out Lunch»           | Такахито Эгути              | 0:33         |
| 18.                 | «Desert Ruins — Zone 4»                       | Томоя Отани                 | 2:47         |
| 19.                 | «Color Power — Yellow Drill»                  | Томоя Отани                 | 0:23         |
| 20.                 | «Cutscene — The Rise of the Six»              | Такахито Эгути              | 1:06         |
| 21.                 | «Cutscene — Who Got Us Into This Mess?»       | Такахито Эгути              | 1:04         |
| 22.                 | «Tropical Coast — Zone1»                      | Томоя Отани                 | 3:28         |
| 23.                 | «Color Power — Yellow Drill» (Submarine ver.) | Томоя Отани                 | 1:03         |
| 24.                 | «Cutscene — A Legendary Master Appears»       | Такахито Эгути              | 0:40         |
| 25.                 | «Juice Archipelago»                           | Томоя Отани                 | 3:32         |
| 26.                 | «Color Power — Orange Rocket»                 | Такахито Эгути              | 0:20         |
| 27.                 | «Sea Bottom Segue»                            | Томоя Отани, Такахито Эгути | 5:43         |
| 28.                 | «Cutscene — Eggman’s Secret Weapon»           | Такахито Эгути              | 2:24         |
| 29.                 | «Cutscene — Master Zik’s Warm-up»             | Такахито Эгути              | 0:29         |
| 30.                 | «Cutscene — The Enemy of My Enemy Is…?»       | Такахито Эгути              | 1:34         |
| 31.                 | «The Deadly Six Theme» (orchestra ver.)       | Такахито Эгути, Томоя Отани | 2:29         |
| Общая длительность: | Общая длительность:                           | Общая длительность:         | 58:54        |

| №                   | Название                                 | Музыка                      | Длительность |
| ------------------- | ---------------------------------------- | --------------------------- | ------------ |
| 1.                  | «Title Screen»                           | Томоя Отани, Такахито Эгути | 0:52         |
| 2.                  | «Cutscene — Tails Gets Angry»            | Такахито Эгути              | 1:09         |
| 3.                  | «Frozen Factory — Zone 1»                | Томоя Отани                 | 3:42         |
| 4.                  | «Color Power — Ivory Lightning»          | Томоя Отани                 | 0:29         |
| 5.                  | «Cutscene — Even a Rose Has Thorns»      | Такахито Эгути              | 0:44         |
| 6.                  | «Snowball Waltz»                         | Томоя Отани, Ютака Минобэ   | 3:51         |
| 7.                  | «Cutscene — Eggman’s Buttons Pushed»     | Такахито Эгути              | 1:12         |
| 8.                  | «Double Down»                            | Томоя Отани                 | 3:33         |
| 9.                  | «Tilt the Machine»                       | Томоя Отани                 | 0:50         |
| 10.                 | «Color Power — Green Hover»              | Томоя Отани                 | 0:21         |
| 11.                 | «Cutscene — Out of Character»            | Такахито Эгути              | 0:53         |
| 12.                 | «Silent Forest — Zone 1»                 | Томоя Отани                 | 4:39         |
| 13.                 | «Color Power — Grey Quake»               | Томоя Отани                 | 0:27         |
| 14.                 | «Cutscene — It’s a Trap!»                | Такахито Эгути              | 0:37         |
| 15.                 | «Cutscene — Apathy Meets Disappointment» | Такахито Эгути              | 0:40         |
| 16.                 | «Midnight Owl»                           | Томоя Отани                 | 5:06         |
| 17.                 | «Owl Lights»                             | Томоя Отани, Ютака Минобэ   | 2:14         |
| 18.                 | «Color Power — Magenta Rhythm»           | Томоя Отани                 | 0:50         |
| 19.                 | «Island Relics»                          | Томоя Отани                 | 3:29         |
| 20.                 | «The Deadly Six Theme» (violin ver.)     | Такахито Эгути, Томоя Отани | 2:25         |
| 21.                 | «Start Your Hedgehogs»                   | Томоя Отани                 | 0:57         |
| 22.                 | «Invincible» (Sonic Heroes ver.)         | Томоя Отани                 | 0:33         |
| 23.                 | «Speed Up!» («Reach for the Stars» ver.) | Томоя Отани                 | 0:41         |
| 24.                 | «Lost World Jingle»                      | Такахито Эгути, Томоя Отани | 0:08         |
| 25.                 | «Mission Clear»                          | Томоя Отани, Такахито Эгути | 0:09         |
| 26.                 | «Item Get Level 1»                       | Такахито Эгути, Томоя Отани | 0:09         |
| 27.                 | «Item Get Level 2»                       | Томоя Отани, Такахито Эгути | 0:09         |
| 28.                 | «Item Get Level 3»                       | Такахито Эгути              | 0:09         |
| 29.                 | «Item Get Level 4»                       | Такахито Эгути              | 0:11         |
| 30.                 | «Stage Clear» (synth ver.)               | Томоя Отани                 | 0:11         |
| 31.                 | «And the Winner Is…»                     | Томоя Отани                 | 0:34         |
| Общая длительность: | Общая длительность:                      | Общая длительность:         | 41:54        |

| №                   | Название                             | Музыка                      | Длительность |
| ------------------- | ------------------------------------ | --------------------------- | ------------ |
| 1.                  | «The Lost Hex»                       | Томоя Отани                 | 2:04         |
| 2.                  | «Sky Road — Zone 1»                  | Томоя Отани                 | 4:08         |
| 3.                  | «Cutscene — Zavok’s Taunt»           | Такахито Эгути              | 0:32         |
| 4.                  | «Dragon Dance»                       | Томоя Отани, Ютака Минобэ   | 3:53         |
| 5.                  | «Color Power — Red Burst»            | Томоя Отани                 | 0:25         |
| 6.                  | «Thundercloud Acropolis»             | Томоя Отани                 | 3:09         |
| 7.                  | «Cutscene — Tails Gets an Upgrade?»  | Такахито Эгути              | 0:58         |
| 8.                  | «Battle With Zavok» (orchestra ver.) | Томоя Отани, Ютака Минобэ   | 2:39         |
| 9.                  | «Stage Clear»                        | Томоя Отани, Такахито Эгути | 0:44         |
| 10.                 | «Cutscene — Eggman’s Sacrifice»      | Такахито Эгути              | 0:37         |
| 11.                 | «Cutscene — Revenge of the Six»      | Такахито Эгути              | 0:35         |
| 12.                 | «Boss Rushes»                        | Томоя Отани, Такахито Эгути | 2:13         |
| 13.                 | «Cutscene — Solitude»                | Такахито Эгути              | 0:23         |
| 14.                 | «Cutscene — Robo Tails Attacks!»     | Такахито Эгути              | 0:56         |
| 15.                 | «Lava Mountain»                      | Томоя Отани                 | 3:17         |
| 16.                 | «Boss Rushes» (guitar ver.)          | Томоя Отани, Такахито Эгути | 2:15         |
| 17.                 | «Battle With Zavok»                  | Томоя Отани, Ютака Минобэ   | 4:54         |
| 18.                 | «Cutscene — Eggman Returns»          | Такахито Эгути              | 0:53         |
| 19.                 | «Dr. Eggman Showdown»                | Томоя Отани                 | 3:47         |
| 20.                 | «Cutscene — Ending»                  | Такахито Эгути              | 0:41         |
| 21.                 | «Tails Laboratory»                   | Томоя Отани                 | 1:54         |
| 22.                 | «Hidden World»                       | Томоя Отани                 | 2:41         |
| 23.                 | «Hidden World — Cubliclated»         | Томоя Отани                 | 2:14         |
| 24.                 | «Hurry Up!»                          | Такахито Эгути, Томоя Отани | 0:41         |
| 25.                 | «Tornado Time»                       | Дзюн Сэноуэ                 | 2:58         |
| 26.                 | «Color Power — Black Wisp»           | Томоя Отани                 | 0:36         |
| 27.                 | «Sky Road — Bonus Stage»             | Томоя Отани, Ютака Минобэ   | 3:25         |
| 28.                 | «Midnight Owl» (Bayou Drums ver.)    | Такахито Эгути              | 2:40         |
| 29.                 | «Circus Cavaran»                     | Томоя Отани                 | 1:43         |
| 30.                 | «Special Stage»                      | Томоя Отани                 | 3:09         |
| 31.                 | «Super Sonic» (Wonder World ver.)    | Томоя Отани                 | 1:06         |
| Общая длительность: | Общая длительность:                  | Общая длительность:         | 62:00        |

## Озвучивание
Sonic Lost World является последней из основной серии игр, где персонажей озвучивали актёры дубляжа из Studiopolis. Персонажи на японском языке были озвучены теми же сэйю, что и в предыдущих играх серии, начиная с Sonic Adventure. Также, как и в Sonic Generations, для Sonic Lost World был сделан дубляж на французский, немецкий, итальянский и испанский языки.
В версии для Wii U можно менять озвучивание и субтитры, а 3DS-версия игры имеет озвучивание только на одном языке в соответствии с регионом консоли, однако в настройках можно сменить язык субтитров.
Ниже в таблице указаны актёры озвучивания английской и японской версии. 
| Персонаж                       | Японский актёр озвучивания | Английский актёр озвучивания |
| ------------------------------ | -------------------------- | ---------------------------- |
| Ёж Соник                       | Дзюнъити Канэмару          | Роджер Крейг Смит            |
| Майлз «Тейлз» Прауэр           | Рё Хирохаси                | Кейт Хиггинс                 |
| Доктор Эггман                  | Тикао Оцука                | Майк Поллок                  |
| Эми Роуз                       | Таэко Кавата               | Синди Робинсон               |
| Ехидна Наклз                   | Нобутоси Канна             | Трэвис Виллингем             |
| Орбот                          | Мицуо Ивата                | Кирк Торнтон                 |
| Кьюбот                         | Ватару Такаги              | Валли Вингерт                |
| Завок                          | Дзёдзи Наката              | Трэвис Виллингем             |
| Зазз                           | Ютака Аояма                | Лайам О'Брайэн               |
| Зомом                          | Тяфурин                    | Патрик Сайц                  |
| Мастер Зик                     | Мугихито                   | Кирк Торнтон                 |
| Зеена                          | Юми Тома                   | Стефани Ше                   |
| Зор                            | Юки Тай                    | Сэм Ригель                   |
| Объявляющий способности виспов | Фумихико Татики            | Роджер Крейг Смит            |

## Оценки и мнения
| Сводный рейтинг       | Сводный рейтинг                            |
| Агрегатор             | Оценка                                     |
| --------------------- | ------------------------------------------ |
| GameRankings          | 61,95 % (Wii U) 60,26 % (3DS) 60,50 % (PC) |
| Game Ratio            | 58 % (Wii U) 57 % (3DS)                    |
| Metacritic            | 63/100 (Wii U) 59/100 (3DS) 57/100 (PC)    |
| MobyRank              | 68/100 (Wii U)                             |
| Иноязычные издания    |                                            |
| Издание               | Оценка                                     |
| CVG                   | 7/10 (Wii U)                               |
| Destructoid           | 7,5/10 (Wii U)                             |
| Edge                  | 4/10 (Wii U)                               |
| EGM                   | 6,5/10 (Wii U)                             |
| Eurogamer             | 4/10 (Wii U)                               |
| Famitsu               | 36/40 (Wii U) 34/40 (3DS)                  |
| Game Informer         | 5/10 (Wii U) 5/10 (3DS)                    |
| GameRevolution        | 1/5 (Wii U) 1/5 (3DS)                      |
| GameSpot              | 5/10 (Wii U)                               |
| GamesRadar+           | (Wii U) · (3DS)                            |
| GameTrailers          | 7,6/10 (Wii U)                             |
| IGN                   | 5,8/10 (Wii U) 6,8/10 (3DS)                |
| Joystiq               | (Wii U) · (3DS)                            |
| Nintendo World Report | 9/10 (Wii U) 5,5/10 (3DS)                  |
| ONM                   | 80 % (Wii U) 79 % (3DS)                    |
| Polygon               | 6/10 (Wii U) 4/10 (3DS)                    |
| VideoGamer            | 5/10 (Wii U) 6/10 (3DS)                    |

После выхода Sonic Lost World получила от прессы смешанные отзывы. Критикам не понравилось, что игра выглядела скопированной с Super Mario Galaxy. Большинство обозревателей также снижали оценки проекту из-за плохого управления и дизайна уровней. Средняя оценка игры на сайте Metacritic составляет 63 балла из 100 для версии на Wii U, 59 баллов для версии для Nintendo 3DS, и 57 баллов для Windows. Схожая статистика была опубликована на GameRankings — 61,95 % для Wii U, 60,50% для Windows и 60,26 % для 3DS. К 31 декабря 2013 года игра разошлась тиражом в 640 тысяч экземпляров по всему миру. По состоянию на 31 марта 2014 года в общей сложности было продано уже 710 тысяч экземпляров.
Как уже упоминалось выше, игровая пресса часто сравнивала Sonic Lost World с Super Mario Galaxy. Марк Уэлтон из GameSpot в своём обзоре заявил о зависти Sonic Team успехам франшизы Mario, а в самой игре, по словам критика, разработчик «душит талант пылающего ёжика». Кроме того, Джастин Тауэлл из GamesRadar выдвинул также предположение о мизерности бюджета студии, которая заставила создателей  экономить на всём и привела к созданию худших сжатых роликов, которые, скорее всего, делали для Sega Saturn; «нечёткие, неровные, одноразовые» текстуры, и так далее. Однако не все были согласны с этими доводами. Например, обозреватель из GameTrailers Джастин Шпеер отметил, Sonic Lost World сохраняет свою планку качества, как и предыдущие проекты франшизы. Он также обратил внимание на изменения в игровом процессе и некую схожесть с Super Mario Galaxy, однако критик не посчитал заимствования серьёзным недостатком, а наоборот отметил, что они органично подходят для игрового мира.
Объектами критики со стороны прессы послужила система управления и паркур. По словам Рэоны Эбихары, журналистки японского журнала Famitsu, сложная игровая механика затруднит прохождение игры новичками. Обозреватель из Game Informer Тим Тури отмечал, что во время прохождения уровней, особенно после бега или прыжков по стенам, не очень хорошо чувствуется ритм игры. Причинами этого, по мнению Криса Шиллинга из Eurogamer, стала вялость персонажа при ходьбе и пугливость во время переходов через платформы. Похожие мнения были и в обзорах игры у Марка Уэлтона и Мэттью Кастла из Official Nintendo Magazine. Винс Индженито, представитель сайта IGN, заметил, что Соник на уровнях часто бежит по вертикальным поверхностям. Шиллинг писал, «самонаводящиеся атака в целом работает отлично», но иногда из-за неё происходят неудачи или смерть персонажа. С этим заявлением согласились Тури и Индженито. Кастл описывал систему атак Соника как непоследовательную, что очень заметно во время нападения на врагов. Однако Джастин Тауэлл оставил в целом положительный отзыв об управлении, хотя и покритиковал 2D-участки уровней за их сложность. Винс Индженито писал, что управление в Sonic Lost World ему показалось чуждым и непоследовательным, а обозревателю из GameSpot — кошмарным.
Большинство критиков отметили, что Sonic Lost World на портативной консоли проходится легче, чем на Wii U. Хосе Отеро из IGN в своём обзоре назвал систему паркура на Nintendo 3DS прекрасной, а большинство препятствий, которые так ругали журналисты в версии игры для Wii U, небольшими. Джо Скребелс из Official Nintendo Magazine также похвалил проект за хорошее управление и большую скорость прохождения. Отрицательный отзыв оставил Крис Шиллинг, которому прохождение уровней на портативной приставке показались ещё более «капризным», чем на основной консоли.
Мнения критиков относительно дизайна уровня разошлись. Тим Тури разочаровался в странных и запутанных уровнях в версии игры на Wii U, а также раскритиковал головоломки на портативной консоли, от которых игрок может «расцарапать голову». Марк Уэлтон в своём обзоре одобрил 2D-участки уровней, но переход в 3D из-за скорости и исследований его разочаровал. Однако представитель сайта Polygon Крис Плант оставил совершенно противоположное мнение: он похвалил 3D-этапы, назвав все изменения разработчиков неким экспериментом, а 2D-локации ему показались утомительными и неуклюжими. Коллега Планта, Филипп Коллар, раскритиковал портативную версию Sonic Lost World за «утомительные головоломки» и «запутанные, лабиринтообразные» уровни. Винс Индженито в своём обзоре выдвинул предположение, что разработчики, вдохновившись успехами Super Mario Galaxy, решили создать похожие уровни, что и в Mario, но в итоге они оказались «сырыми», и без продуманной планировки. Хосе Отеро похвалил создателей версии игры Nintendo 3DS за различные развилки, но 3D-участки были им раскритикованы по причине их высокой сложности прохождения. Положительные отзывы о дизайне уровней были в обзорах критиков из Eurogamer, Official Nintendo Magazine и Edge.
Неоднозначно были оценены некоторые элементы игрового процесса. Даниэлю Кэрнсу из VideoGamer.com и Мэттью Кастлу понравились моменты, когда Соник на недолгое время превращается в снежный ком или катается как обезьянка Айай из Monkey Ball. Однако, для Тури и Индженито похожие моменты в игре показались жестокими и не приносят никакого удовольствия. Для Марка Уолтона появление из Sonic Colors виспов показалось забавным, но всё загубило управление. С этим согласился Джастин Шпеер. Разные отзывы были по поводу особых этапов на 3DS. Например Тауэлл негативно оценил специальные этапы из-за управления, который приводит к их неиграбельности, а его коллега из Nintendo Insider Алекс Сидхаус, напротив, похвалил «гениальные» особые уровни. Многопользовательский режим в Sonic Lost World для Wii U был описан как «бесполезный», но тем не менее он может подойти для прохождения в кругу семьи.
Появление Смертельной Шестёрки было негативно воспринято игровой прессой. Тауэлл хоть и радовался «забавным стереотипным личностям», но был разочарован ужасными диалогами персонажей. Шпеер назвал битвы с боссами из команды «странными», а Индженито добавил, что некоторые сражения были самыми скучными за всю историю франшизы Sonic the Hedgehog. Тим Тури описал Шестёрку как злодеев, которые со временем забываются.
Музыкальное сопровождение было положительно оценено критиками. Рецензент с сайта Polygon назвал мелодии в версии игры для Wii U «возможно, самыми лучшими в серии», а представителя Game Informer Тима Тури порадовали оркестровые композиции, и сравнил их с Super Mario Galaxy. Высоко оценил работу композиторов Джим Стерлинг из Destructoid. «…Музыка из Lost World очень заразительна и вызывает чувство ностальгии, при этом оставаясь полностью оригинальной», — отметил рецензент. Джаред Розенберг, в своём обзоре для сайта Nintendo World Report, также похвалил саундтрек, который, по словам критика, приятен для прослушивания и подстраивается под стиль игры.

### Влияние
В честь выхода Sonic Lost World, в октябре 2013 года для игры Sonic Dash было выпущено обновление, которое добавляло поединок с боссом — Заззом. Уровень «Windy Hill» был позже использован в файтинге Super Smash Bros. для Wii U в качестве боевой арены. Также часть локаций из Sonic Lost World были использованы в мобильной игре Sonic Runners. C 3 октября по 1 ноября 2015 года игрок мог сразиться с Заззом, который появился здесь в качестве босса. Также, как и в приквеле, часть локаций из Sonic Lost World были использованы в Sonic Runners Adventure.